# Foudia rubra
Foudia rubra là một loài chim trong họ Ploceidae.